# Tarachidia candefacta
Tarachidia candefacta là một loài bướm đêm trong họ Noctuidae.